# As (mechanica)

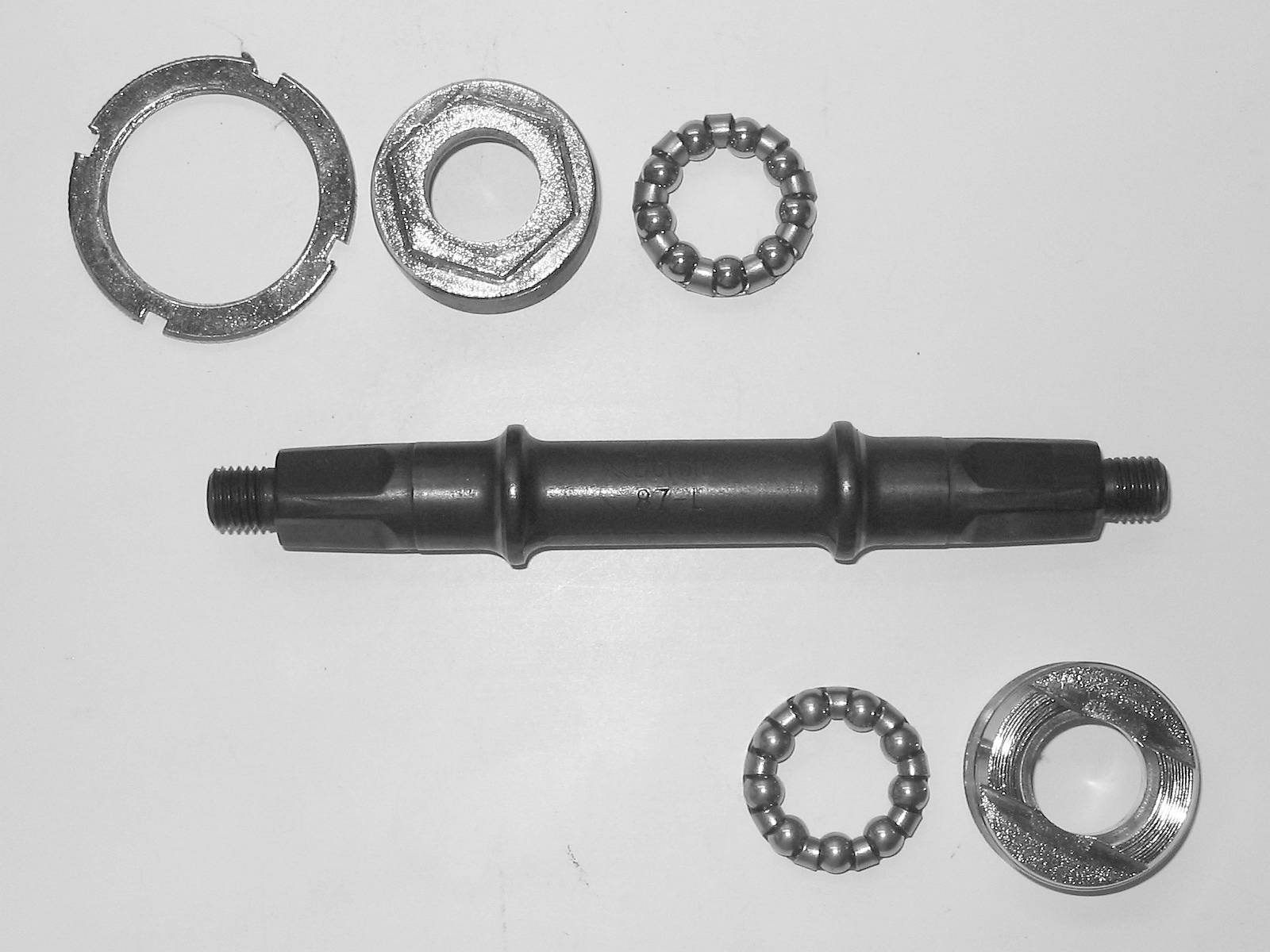
De trapas van een fiets, met de onderdelen om de as in te bouwen

Een as of spil is in het algemeen een rechte lijn waaromheen iets anders draait. In de praktijk is een as bijvoorbeeld een cilindervormig voorwerp, meestal van metaal, dat bedoeld is om te roteren in een lager.
Bijna elk mechanisch apparaat heeft assen: van een klok in een kerktoren die heen en weer schommelt hangend aan een as die in lagers draait, tot aan een mechanisch horloge met vele kleine assen die tandwielen laten ronddraaien. Van een as in een scharnier van een bureaulamp tot een as voor de wielen van een trein.

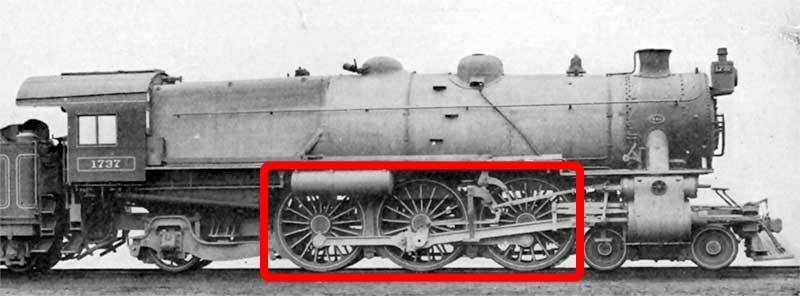
De aandrijvende wielen (in rood kader) van een locomotief

Een wegvoertuig heeft in de regel een as voor elk wiel. De voorwielen van een auto zijn immers apart bestuurbaar en voor alle wielen geldt dat ze in een bocht onafhankelijk moeten kunnen draaien. Spreekt men over het aantal assen, dan worden de assen van linker- en rechterwielen samen genomen. Een gewone auto heeft in deze zin dus twee assen. Twee direct achter elkaar gelegen assen worden een tandemas genoemd.
Bij een spoorrijtuig zijn de wielen links en rechts wél op dezelfde as gemonteerd. De wielen kunnen dan ook niet onafhankelijk draaien. Zie hierover het lemma Stuureffect van de spooras.